# William Stone (Gouverneur)

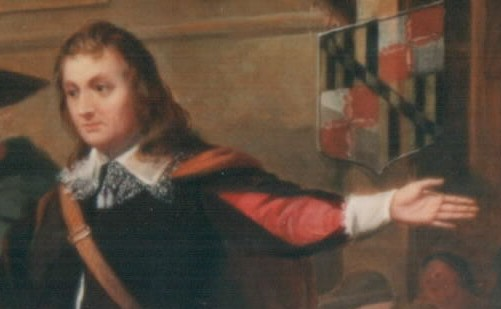
William Stone

William Stone (* um 1603 in England; † 21. Dezember 1660 im Charles County, im späteren US-Bundesstaat Maryland) war ein englischer Kolonialgouverneur der Province of Maryland.

## Leben
Der Geburtsort von William Stone wird in den Quellen unterschiedlich angegeben. Es ist von den Grafschaften Northamptonshire, Lancashire und Derbyshire die Rede. Auch für seinen weiteren Lebensweg gibt es in den Quellen teilweise widersprüchliche Angaben. Sicher scheint, dass er in die englische Kolonie Virginia auswanderte. Als es dort zu Spannungen zwischen den Anhängern der Church of England und den Puritanern kam, überzeugte William Stone, obwohl selbst kein Puritaner, den katholischen Eigentümer der Kolonie Maryland Cæcilius Calvert, 2. Baron Baltimore, Puritaner aus Virginia in Maryland aufzunehmen. In der Folge kam es zum Maryland-Toleranz-Gesetz und William Stone wurde 1649 als Nachfolger von Thomas Greene zum neuen und ersten nicht-katholischen Gouverneur der Kolonie ernannt. Diese Ereignisse fanden vor dem Hintergrund des Englischen Bürgerkriegs statt.
Für Lord Baltimore erwies sich die Ansiedlung der Puritaner in Maryland als Fehler. Mit Rückenwind aus England nach der Machtergreifung von Oliver Cromwell begannen sie einen Aufstand gegen den katholischen Lord und den Gouverneur. Letzterer musste fliehen. Er stellte eine Streitmacht zusammen, um die alten Machtverhältnisse in Maryland wiederherzustellen. Am 25. März 1655 kam es zur Schlacht am Severn (Battle of the Severn), in der Stone verwundet wurde und in Gefangenschaft geriet. Die siegreichen Puritaner spielten mit dem Gedanken, ihn hinzurichten. Eine Wende in Maryland gab es erst 1657, als Lord Baltimore wieder in seine alten Rechte eingesetzt wurde. William Stone wurde freigelassen. Als Gouverneur wurde er aber durch Josias Fendall ersetzt. Stones Amtszeit als Gouverneur zwischen 1649 und 1656 verlief also sehr unglücklich.
In den Jahren 1656 bis 1659 bekleidete er das Amt des Councellor for Maryland. Außerdem übernahm er ein Richteramt (Provincial Court Justice). William Stone starb am 21. Dezember 1660 in seinem Anwesen Poynton Manor im Charles County (Maryland).